# Kerkhof van Bazinghen
Het Kerkhof van Bazinghen is een gemeentelijke begraafplaats gelegen in het Franse dorp Bazinghen, departement (Pas-de-Calais). Het kerkhof ligt in het dorpscentrum rond de Église Saint-Eloi. Het terrein ligt hoger dan het straatniveau en wordt afgebakend door een ruwe natuurstenen muur. Een tweedelig houten hek dient als toegang. In de linker helft van het kerkhof staat een crucifix en een gedenkzuil voor de gesneuvelde dorpsgenoten uit de Eerste Wereldoorlog.

## Brits oorlogsgraf
In de westelijke hoek van het kerkhof ligt het graf van de Britse sergeant Michael Keymer. Hij diende bij de Royal Air Force Volunteer Reserve en werd met zijn Spitfire op 22 augustus 1940 tijdens een duel met een Duitse Messerschmitt neergeschoten. Zijn graf wordt onderhouden door de Commonwealth War Graves Commission, die de begraafplaats heeft ingeschreven als Bazinghen Churchyard.